# Antoni Zajkowski
Antoni Zajkowski ps. „Zając” (ur. 5 sierpnia 1948 w Maleczewie koło Ełku) – polski judoka, wicemistrz olimpijski (1972). Z wykształcenia magister wychowania fizycznego.

## Kariera sportowa
W 1972 jako pierwszy Polak w historii judo zdobył na olimpiadzie w Monachium srebrny medal olimpijski. Wcześniej w 1969 wywalczył srebro na ME. W 1971 zdobył brąz na MŚ, i ponownie srebro na ME.
Trzykrotnie zdobywał tytuł mistrza Polski (1970, 1973, 1974).
W swojej karierze reprezentował barwy Promienia Mońki (trenując zapasy), Jagiellonii Białystok i AZS Siobukai Warszawa.
W 1972 został odznaczony Złotym Krzyżem Zasługi. W Plebiscycie Przeglądu Sportowego 1972 na najlepszego sportowca Polski zajął 10. miejsce.
Posiada stopień 9 dan.

## Życie prywatne
Ojciec judoków: Adama Zajkowskiego i Wojciecha Zajkowskiego.